# İstiklâl Madalyası

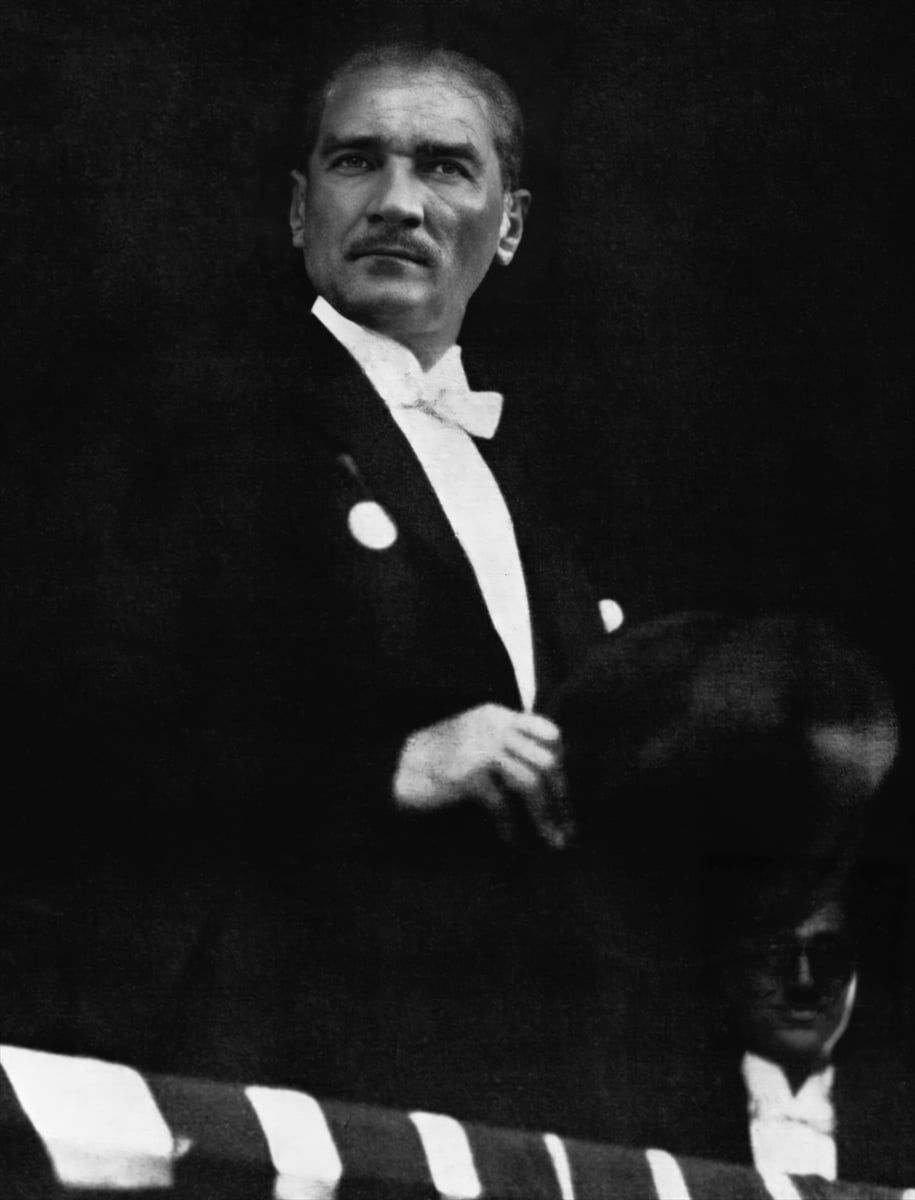
Mustafa Kemal Atatürk mit der İstiklâl Madalyası mit rot-grünem Band an der rechten Brust.

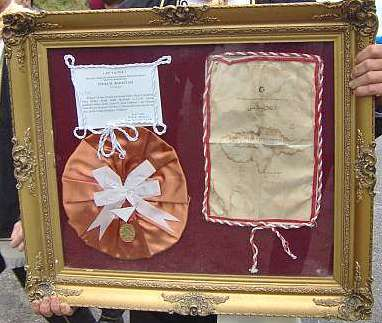
Die İstiklâl Madalyası am weißen Band mit Verleihungsurkunde des Landkreises İnebolu

Die İstiklâl Madalyası (osmanisch استقلال مدالیه سی ‚Unabhängigkeitsmedaille‘) ist eine per Gesetz von der Großen Nationalversammlung (Büyük Millet Meclisi) gestiftete Medaille für besondere Verdienste während des Türkischen Unabhängigkeitskrieges.

## Aussehen und Material
Die aus Messing hergestellte ovalförmige Unabhängigkeitsmedaille ist 35 × 40 mm groß und hat ein Gewicht von 15,55 g. Sie zeigt auf ihrer Vorderseite eine aufgehende Sonne, unter der das Gebäude abgebildet ist, in dem sich die Büyük Millet Meclisi erstmals am 23. April 1920 versammelte. Rechts und links neben dem Gebäude sind Häuser sowie eine Moschee und unterhalb des Gebäudes ein Bauer mit Ochsenkarren zu sehen. Die Rückseite zeigt innerhalb des Mondsterns eine Karte der Türkei.
Personen, die an der Front gekämpft hatten, trugen die Medaille an einem roten Band. An Helfer hinter der Front wurde die Medaille an einem weißen und an Parlamentsmitglieder an einem grünen Band verliehen. Parlamentsmitglieder, die sich an der Front verdient gemacht hatten, wurden mit einer Unabhängigkeitsmedaille mit rot-grünem Band ausgezeichnet.

## Träger
Die İstiklâl Madalyası wurde neben natürlichen Personen auch an die Provinz Kahramanmaraş (rotes Band) und den Landkreis İnebolu (weißes Band) vergeben.